# Die nackte Gräfin
Die nackte Gräfin ist ein deutsches Erotik-Kriminaldrama aus dem Jahre 1970 von Kurt Nachmann mit Wolfgang Lukschy in der Hauptrolle. Den Titelpart spielt Ursula Blauth.

## Handlung
Am Rand einer bayerischen Landstraße wird in einem Cabriolet die nackte Leiche eines jungen Mannes, eines Mechanikers namens Toni, gefunden. Die Zulassungspapiere des Wagens führen Kommissar Gabriel auf das Gut des ungarischen Grafen Anatol Manesser-Mankonyí, eines ebenso eleganten wie klirrend kalten Aristokraten, der gerade eine ausschweifende Feier anlässlich des Geburtstags seiner Frau gibt. Der Graf verweist die Beamten in seiner typisch arroganten Manier an seinen Sekretär Clemens und seine Bedienstete Helene. Die wissen so einiges Dunkles aus der Vita ihres Herrn zu berichten. Sie erzählen dem Kommissar von denjenigen Begebenheiten, die zum Tod von Toni geführt haben sollen.
Auf einer Modenschau lernte Graf Anatol das junge Bauernmädchen Verena kennen und begann sie sofort zu umwerben. Beide heirateten, doch bald zeigte der Graf seine dunkle, obsessive und krankhafte Seite. Der Mann, der sich als unfähig erwies, wahre Liebe zu zeigen und zu geben, verlangte von ihr die Teilnahme an seinem Fetisch, nämlich sexuell-sadistischen Spielchen, die immer ausuferndere Formen annahmen. Während Verena sich anfänglich noch sehr interessiert und fast euphorisch zeigte, schlug ihr Gefühl bald in Verachtung um, denn sie wurde für ihren Sado-Maso-Gatten bald zum Werkzeug: Verena hatte für die eingeladenen Gäste das Objekt der Begierde zu geben, und alle Todsünden (und manche Niedertracht darüber hinaus) sollten offenbart werden.
Jeder Besucher im Haus des Grafen repräsentierte einen charakterlichen Abgrund: die Arroganz und den Hass, die Völlerei, Lust, Lethargie, Gier und den Neid. Bald ergibt sich die Gästeansammlung in tiefer gegenseitiger Antipathie … und genießt sogar diesen Zustand. Bis ein Unglück passiert und eben jener Toni ermordet wird. Der nämlich wurde vom sich als impotent erweisenden Grafen, der ein zutiefst abnormer Voyeur ist, zum Liebhaber für seine Frau, die titelgebende nackte Gräfin, auserwählt. Während der Mechaniker sich über die Aristokratin hermachte, fotografierte ihr Gatte Graf Anatol die beiden beim Liebesspiel. Doch die beiden verliebten sich ineinander und Verena wollte mit Toni fliehen und mit ihm, fern von ihrem perversen, liebesunfähigen Gatten, ein neues Leben beginnen. Als Graf Anatol nach Tonis Preis für die Sexdienste an der nackten Gräfin fragte, drehte dieser durch und schoss in Anatols Fotoatelier wild um sich. Dies wurde zu seinem Todesurteil …

## Produktionsnotizen
Die nackte Gräfin entstand in der zweiten Jahreshälfte 1970 und wurde am 12. März 1971 uraufgeführt. Für die englischsprachige Version The Naked Countess wurden einige Szenen nachgedreht, die Uraufführung in den USA war daher erst 1973.
Heinz Pollak übernahm die Produktionsleitung. Eberhard Schroeder sorgte für die Ausstattung und war überdies Nachmanns Regieassistent, Lilo Nöbauer entwarf die Kostüme. Marianne Mendt sang das Themenlied.

## Kritik
Im Filmdienst heißt es knapp: „Sexfilm mit sozialkritischem Augenaufschlag.“

## Indizierung der Videoveröffentlichung
Das VHS-Video wurde 1983 von der Bundesprüfstelle für jugendgefährdende Schriften als „jugendgefährdend“ indiziert.